# La Voz de Aragón
La Voz de Aragón fue un periódico español, editado en Zaragoza, entre 1925 y 1935.

## Historia
El periódico, fundado por Mariano Sánchez Roca como «diario gráfico independiente», publicó su primer número el 27 de mayo de 1925. Tuvo un gran abanico de contenidos, tocando siempre numerosos temas de actualidad. Según Eloy Fernández Clemente, fue una publicación de carácter independiente y regionalista. Durante el periodo republicano mantuvo una línea editorial republicana y de izquierdas. Publicó su último número el 17 de septiembre de 1935.

## Referencicas
1. ↑  Calvo Carilla, 1989, p. 204.
2. 1 2  Checa Godoy, 1989, p. 315.
3. ↑  Fernández Clemente, 1975, p. 96.
4. ↑  Checa Godoy, 1989, pp. 42, 315.